# Tucky Buzzard
Tucky Buzzard was een in 1969 geformeerde Britse hardrockband.

## Bezetting
Oprichters
- Jimmy Henderson (zang)
- Terry Taylor (gitaar)
- David Brown (basgitaar)
- Nicky Graham (keyboards)
- Paul Francis (drums)

Voormalige leden
- Chris Johnson (drums)
- Paul Kendrick (gitaar, zang)
- Phil Talbot (gitaar)

## Geschiedenis
Halverwege de opnamen van hun debuutalbum, verliet Paul Francis de band en werd vervangen door Chris Johnson, die de resterende drumgedeelten opnam en vermeld werd op de albumhoes. De band produceerde in totaal vijf albums tussen 1969 en 1973. De producent van de band was Bill Wyman van The Rolling Stones.
Terry Taylor had met Wyman gewerkt aan een aantal musicalcomposities en had met hem gespeeld in een aantal van zijn bands, waaronder Willy & the Poor Boys en Bill Wyman's Rhythm Kings, sinds hij The Rolling Stones verliet. In 2006 werd Tucky Buzzard uitgelicht in het artikel Top 6 Classic Rock Bands You Never Knew You Didn't Know, geschreven door Dave White.

## Discografie

### Studioalbums
- 1971: Coming on Again (Spanje: Hispavox)
- 1971: Tucky Buzzard (US: Capitol Records)
- 1971: Warm Slash (Capitol Records)
- 1973: Allright on the Night (Purple Records)
- 1973: Buzzard (Purple Records)

### Compilaties
- 2005: Time Will Be Your Doctor: Rare Recordings 1971-1972 (Castle/Sanctuary)